# Soldados de Salamina
Soldados de Salamina è un film del 2003 diretto da David Trueba, tratto da Soldati di Salamina dello scrittore Javier Cercas, pubblicato nel 2001. Racconta la storia, nel corso della guerra civile spagnola, del falangista Rafael Sánchez Mazas.